# William Beardmore and Company
La William Beardmore and Company fu un conglomerato britannico di ingegneria e di costruzioni navali con base a Glasgow e nell'area limitrofa sulle sponde del Clyde. Fu attiva tra il 1886 e la metà degli anni '30 e al picco della produzione impiegava 40000 persone. Fu fondata da William Beardmore.

## Storia

### Semilavorati d'acciaio temprato, lastre corazzate e cannoni navali

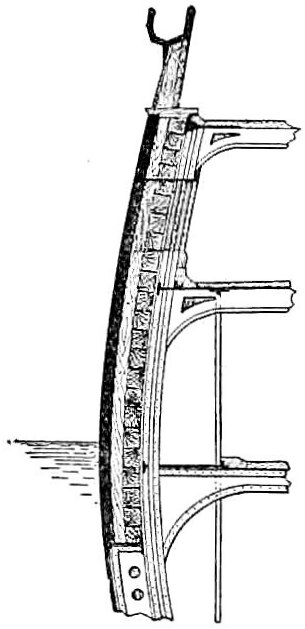
Schema della corazzatura della HMS Black Prince

La Parkhead Forge, una ferriera nella parte est di Glasgow, divenne il nucleo della società. Fu fondata dalla Reoch Brothers & Co nel 1837 e fu in seguito acquisita da Robert Napier nel 1841 per fare fucinati e lastre di ferro per il suo nuovo cantiere navale di Govan. Napier ricevette il contratto per costruire la HMS Black Prince, la gemella della prima vera nave corazzata della Royal Navy, la HMS Warrior. La Parkead ricevette il contratto per fare la corazzatura della nave, ma non ci riuscì, quindi il manager, William Rigby, chiamò per un aiuto William Beardmore, che al tempo era il sovrintendente della General Steam Navigation Company a Deptford. Beardmore divenne partner della ferriera e spostandosi a Glasgow fu raggiunto dal fratello Isaac e dal figlio William Jr. Alla prematura morte di William Sr., Isaac si ritirò e William Jr. rimase l'unico partner e nel 1886 fondò la William Beardmore and Company. Per il 1896 lo stabilimento copriva un'area di 25 acri ed era la più grande ferriera di tutta la Scozia, specializzata nella produzione di fucinati d'acciaio per i cantieri navali sul fiume Clyde. Al tempo avevano iniziato anche la produzione di lastre d'acciaio corazzato e in seguito diversificarono ulteriormente l'offerta producendo anche cannoni navali di grosso calibro, come i cannoni da 234 mm Mk IX–X e i cannoni da 381 mm Mk I.

### Cantiere navale

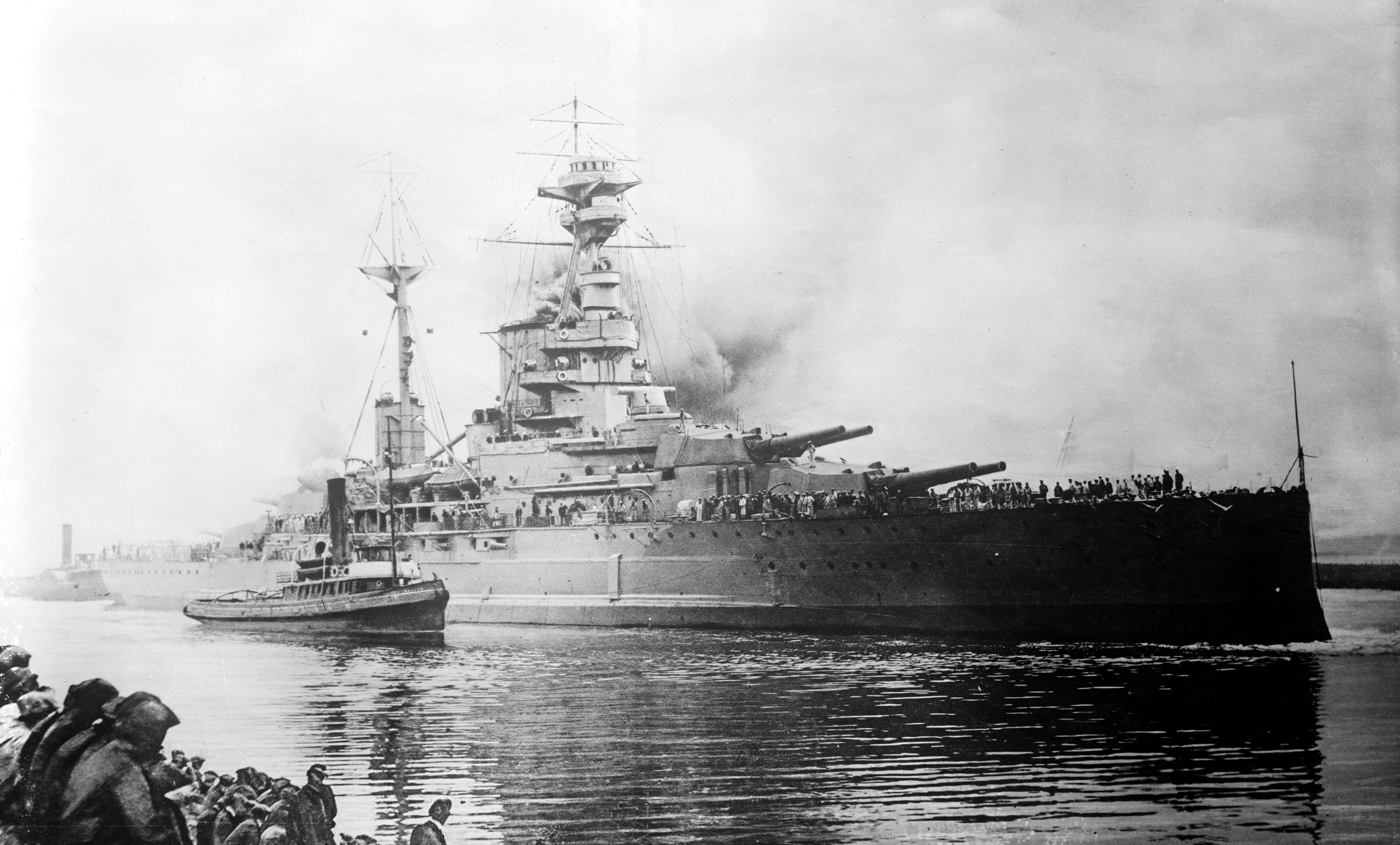
La HMS Ramillies in navigazione nel Clyde dopo il varo, nel 1916.

Nel 1900 la Beardmore subentrò nel cantiere navale della Robert Napier and Sons di Govan, una diversificazione logica dalla produzione principale della compagnia. Nel 1900 l'azienda iniziò anche la costruzione a Dalmuir, sul lato ovest del Clyde, di quello che sarebbe diventato "il cantiere navale" per eccellenza, all'epoca il più grande e avanzato cantiere navale nel Regno Unito. La HMS Agamemnon fu il primo ordine completato dal cantiere, nel 1906. Questa produzione fu facilitata dalla costruzione dell'Arrol Gantry, un'impalcatura d'acciaio che supportava nove gru ad alta velocità. Beardmore vendette in seguito, nel 1912, il cantiere di Govan a Harland and Wolff. Altre navi da guerra notevoli costruite da Beardmore a Dalmuir includono le dreadnought HMS Conqueror (1911), HMS Benbow (1913) e HMS Ramillies (1916). Nel 1917 Beardmore completò la portaerei HMS Argus, la prima portaerei ad avere un ponte di volo a tutta lunghezza, costruita sullo scafo requisito del transatlantico Conte Rosso del Lloyd Sabaudo. Beardmore espanse le attività a Dalmuir includendo la produzione di vari tipi di armi e cannoni, impiegando al picco massimo 13000 persone.
La recessione che seguì la guerra colpì gravemente l'azienda e il cantiere fu forzato a chiudere nel 1930. Parte del sito e dei fabbricati vennero in seguito incorporati alla ROF Dalmuir, parte fu usato dal General Post Office per le loro navi posacavi.

#### Navi mercantili
A partire dal 1913 Beardmore comprò azioni del Lloyd Sabaudo e conseguentemente costruì per la società i tre transatlantici di punta del primo dopoguerra, il Conte Rosso, il Conte Verde e il Conte Biancamano.
La Beardmore costruì anche petroliere, tra cui:
- British Commerce, British Tanker Company, (1922)
- British Enterprise,  British Tanker Company, (1921)
- British Merchant,  British Tanker Company, (1922)
- British Trader,  British Tanker Company, (1921)

### Locomotive
Negli anni venti fu provata, come diversificazione, la produzione di locomotive a Dalmuir. Venti locomotive con rodiggio Whyte 4-6-0 furono costruite per la Great Eastern Railway come parte della loro classe S69. Novanta locomotive classe Prince of Wales per la London and North Western Railway furono costruite tra il 1921 e il 1922, insieme ad una locomotiva da esibizione per il successore della LNWR, la London, Midland and Scottish Railway, nel 1924. Tra il 1928 e il 1929 costruirono anche novanta locomotive classe Fowler 3F per la LMS. La produzione di locomotive Beardmore fu limitata se comparata alle aziende note con cui era in competizione.
| Numeri seriali | Anno    | Quantità | Cliente                                  | Classe          | Rodiggio | Numero di flotta                | Note |
| -------------- | ------- | -------- | ---------------------------------------- | --------------- | -------- | ------------------------------- | --- |
| 100–134        | 1920    | 35       | East Indian Railway                      | HG              | 2-8-0    | 1520–1554                       | In seguito 26729–26763 nella numerazione che comprendeva tutta l'India. |
| 135–154        | 1920–21 | 20       | Great Eastern Railway                    | S69             | 4-6-0    | 1541–1560 non in ordine         | Nel 1923 8541-8560 andarono alla LNER e furono rinumerate1541–1560 . |
| 155–173        | 1920    | 19       | Nigerian Railways                        |                 | 4-8-0    | 282-300                         | Scartamento 3' 6" |
| 174–263        | 1921–22 | 90       | London and North Western Railway         | Prince of Wales | 4-6-0    | vari                            | Nel 1923 5755–5844 andarono alla LMS. |
| 264–268        | 1923    | 5        | Burma Railways                           | N               | 0-6-6-0  | 16–20                           | Locomotive Mallet a scartamento metrico. |
| 269–293        | 1923    | 25       | Bombay, Baroda and Central India Railway | HP              | 4-6-0    | 540–564                         | In seguito 2430–24331 nella numerazione che comprendeva tutta l'India. |
| 294–295        | 1923    | 2        | Madras and Southern Mahratta Railway     | HP              | 4-6-0    | 784–785                         | In seguito 24638–24639 nella numerazione che comprendeva tutta l'India. |
| 296–298        | 1923    | 3        | Eastern Bengal Railway                   | HP              | 4-6-0    | 31–33                           | |
| 299–303        | 1924    | 5        | North Western Railway                    | HP              | 4-6-0    | 2875–2879                       | 2815–2817 alla Eastern Punjab Railway, in seguito 24400–24402 nella numerazione che comprendeva tutta l'India.                                                                                       |
| 304            | 1924    | 1        | Locomotiva da esposizione                | Prince of Wales | 4-6-0    |                                 | Mostrata alla British Empire Exhibition di Wembley nel 1924-25 e poi venduta alla LMS come 5845. |
| 305–324        | 1927    | 20       | London and North Eastern Railway         | L77             | 0-6-2T   | 2642–2661                       | Rinumerate 9683–9702 nel 1946 |
| 325–414        | 1928–29 | 90       | London, Midland and Scottish Railway     | 3F              | 0-6-0T   | 16600–16624, 16685–16749        | Rinumerate 7517–7541, 7602–7666. |
| 415–416        | 1928    | 2        | Bombay, Baroda and Central India Railway | BE              | Bo-Bo    | 901-902                         | Elettriche a batteria |
| 417–460        | 1930    | 44       | East Indian Railway                      | XE              | 2-8-2    | 2016–2031, 1981–2003, 2032–2036 | In seguito 22536–22551, 22501–22523, 22552–22556 nella numerazione che comprendeva tutta l'India. |
| 461–486        | 1930    | 26       | North Western Railway                    | XC              | 4-6-2    | 1842–1867                       | 1842–51/55/56/58–64/66 andarono al Pakistan alla partizione dall'India; le rimanenti andarono alla Eastern Punjab Railway, in seguito 22245–22250 nella numerazione che comprendeva tutta l'India. . |
| 487–490        | 1930    | 4        | Bombay, Baroda and Central India Railway | XC              | 4-6-2    | 613–616                         | In seguito 22241–22245 nella numerazione che comprendeva tutta l'India. |
| 491–492        | 1930    | 2        | East India Railway                       | XC              | 4-6-2    | 1948–1949                       | In seguito 22201–22202 nella numerazione che comprendeva tutta l'India. |
| 493–494        | 1930    | 2        | North Western Railway                    | DL              | B-B      | 30–31                           | Locomotive diesel elettriche (260 kW). Rinumerate 330–331. |

In concerto alla Westinghouse furono sviluppati e installati motori diesel per locomotive e carrozze. La Canadian National Railways ebbe due locomotive con motori Beardmore da 320 hp (260 kW), otto carrozze con motori da 185 hp e sette carrozze con motori da 300 hp. Diverse ferrovie americane ebbero carrozze con motori Westinghouse derivati dai progetti Beardmore.

### Aviazione
L'azienda iniziò ad occuparsi di aviazione nel 1913, quando acquisì i diritti di costruzione nel Regno Unito per i motori aeronautici Austro-Daimler e in seguito per gli aerei D.F.W.

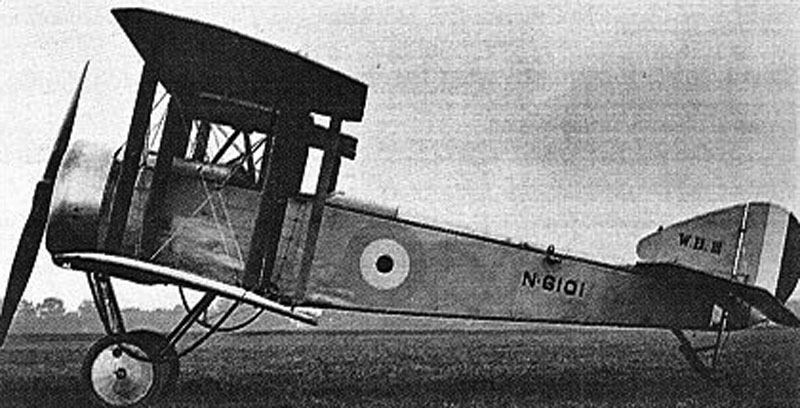
Beardmore W.B.III

In seguito sotto licenza costruì Sopwith Pup a Dalmuir. In seguito fu progettata una versione imbarcata del Pup, il Beardmore W.B.III. Furono prodotti un centinaio di questi aerei e consegnati al Royal Naval Air Service (RNAS). Beardmore costruì su licenza anche 50 Nieuport 12, incorporando molte migliorie di progetto, però la produzione fu lenta e al momento dell'entrata in servizio erano obsoleti e furono quindi principalmente relegati a ruoli di addestramento o messi in magazzini e mai utilizzati.
L'azienda costruì e operò la Inchinnan Airship Constructional Station a Inchinnan, nel Renfrewshire, dove produsse i dirigibili R27, R32, R34 e R36.
Nel 1924 l'azienda acquisì la licenza per il rivestimento lavorante usando i principi Rohrbach. Fu ricevuto un ordine per due idrovolanti costruiti con questa idea costruttiva. Il primo aereo fu costruito dalla Rohrbach a Copenaghen e il secondo fu costruito dall'azienda scozzese e furono poi consegnati alla RAF col nome di Beardmore Inverness. In aggiunta fu progettato e costruito a Dalmuir un grande trimotore, tutto in metallo, per il trasporto e fu consegnato alla RAF col nome di Beardmore Inflexible. La Beardmore produsse una serie di motori aeronautici, tra cui il Cyclone, Meteor, Simoon, Tornado (usato sul dirigibile R101), Typhoon e Whirlwind.

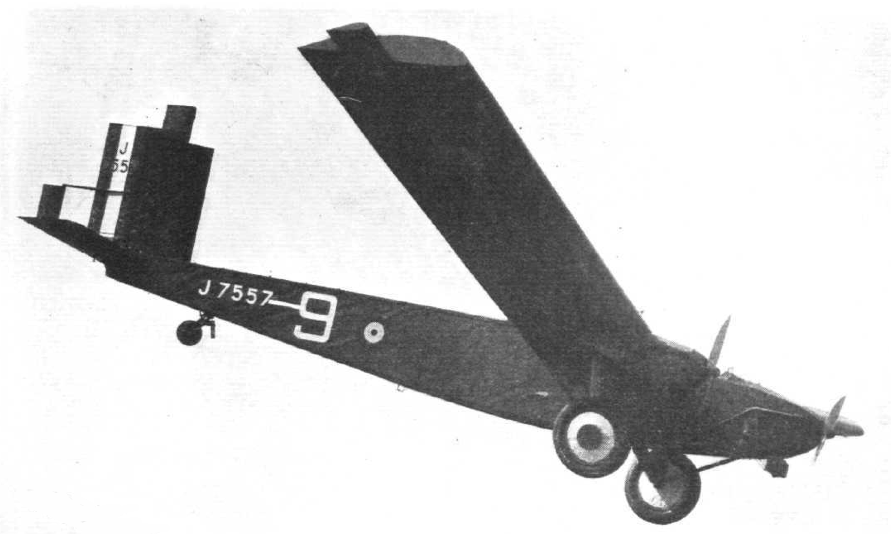
Il Beardmore Inflexible al Norwich Air Display del 1929.

#### Aerei

##### Progetti propri
- Beardmore W.B.1
- Beardmore W.B.1a
- Beardmore W.B.II
- Beardmore W.B.III (progetto di maggior successo)
- Beardmore W.B.IV
- Beardmore W.B.V
- Beardmore W.B.VI
- Beardmore W.B.XXIV Wee Bee
- Beardmore W.B.XXVI

##### Modelli su licenza
- Beardmore Inflexible (Rohrbach)Un Sopwith Camel di costruzione Beardmore conservato all'Imperial War Museum.

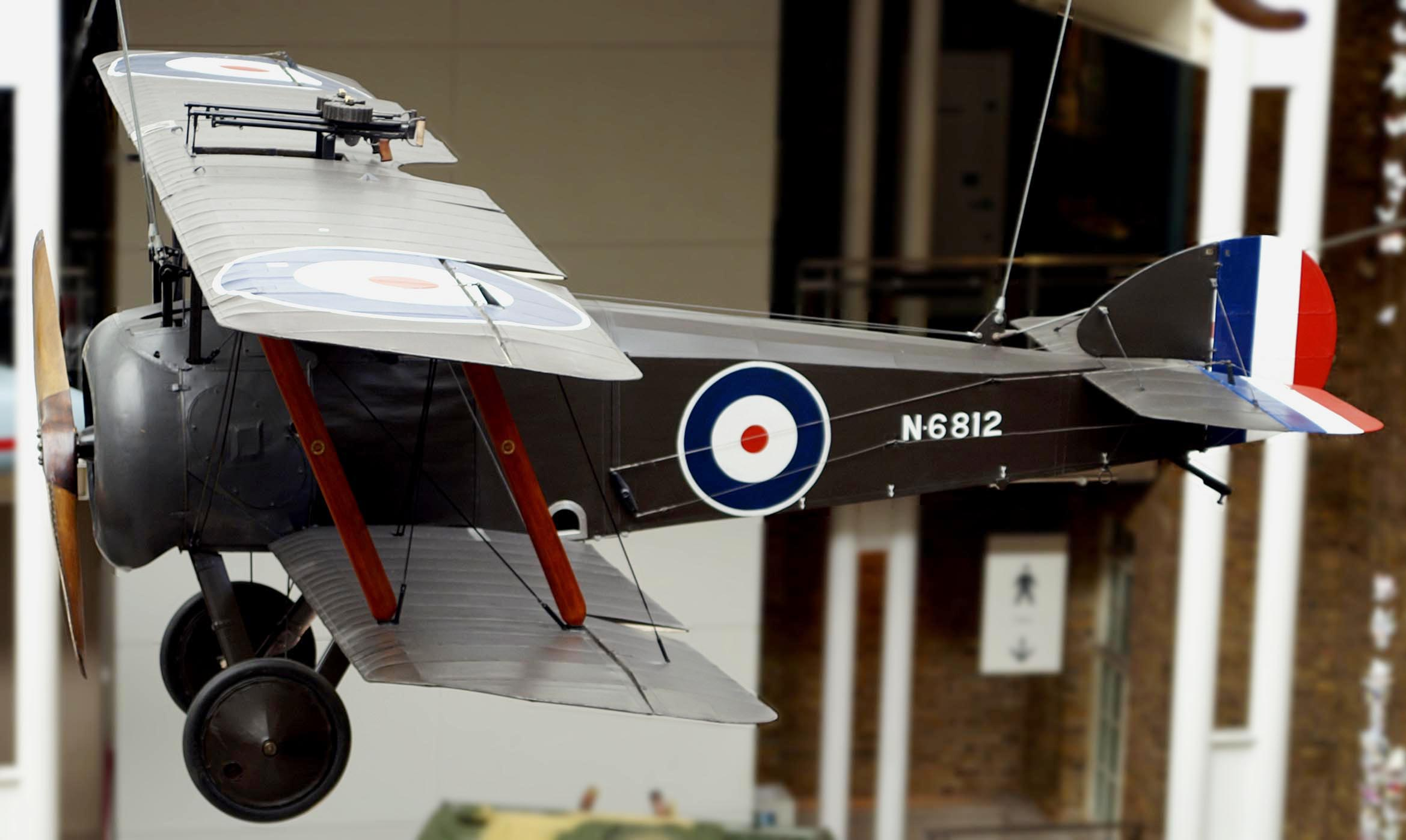
Un Sopwith Camel di costruzione Beardmore conservato all'Imperial War Museum.

- Beardmore Inverness (Rohrbach Ro IV)
- Handley Page V/1500
- Nieuport 12
- Royal Aircraft Factory B.E.2C
- Sopwith Camel
- Sopwith Pup
- Wight Seaplane

#### Dirigibili
- R24r
- R27
- R32
- R34
- R36

### Veicoli stradali
Nel 1917 Beardmore comprò la Sentinel Waggon Works, un produttore di locomotive a vapore, carrozze e veicoli stradali. Nel 1919 fu annunciata un'intera gamma di automobili, costruite dalla sussidiaria Beardmore Motors Ltd, con fabbriche a Glasgow e nei dintorni a Anniesland, Coatbridge e Paisley.

#### Automobili e taxi
Dopo la grande guerra la Beardmore produsse a suo nome automobili e taxi di tipo londinese. La prima auto fu la 1486cc quattro cilindri 11.4, che aveva un motore a quattro cilindri con albero a camme in testa. Fu prodotta ad Anniesland, sobborgo di Glasgow, ed esposta all'Olympia a Londra nel 1919. L'albero di trasmissione dell'albero a camme si rivelò poco affidabile e fu rimpiazzato da una catena. La capacità del motore fu aumentata a 1854 cc e l'auto fu rinominata 12/30 e introdotta nel giugno 1923. Questo nuovo motore fu usato nel 1923 nella nuova Super Sports. Aveva un costo di 750 £ e ogni macchina aveva un certificato che garantiva che l'auto fosse stata guidata sul circuito di Brooklands a 70 miglia all'ora (110 km/h). Nel 1924 una versione pesantemente modificata della Super Sports, con un motore da due litri, batté il record del tracciato alla Shelsley Walsh Hill Climb.

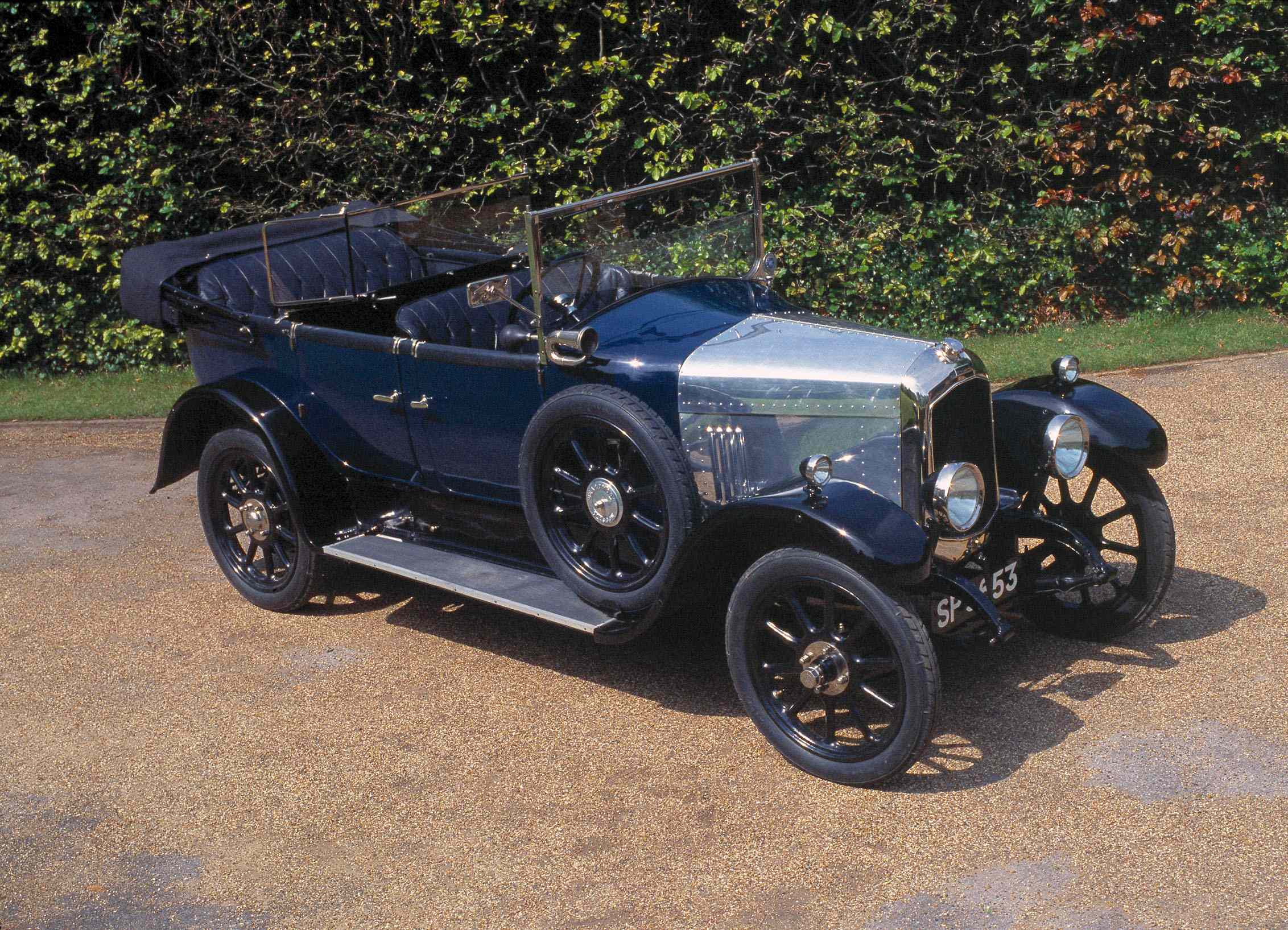
Beardmore 12/30 del 1925 con carrozzeria tourer prodotta da Kelly.

La fabbrica di Anniesland fu chiusa nel 1925 e la produzione di auto fu spostata alla fabbrica di taxi di Paisley, dove fu introdotto un nuovo modello, la 14.40, con motore a valvole laterali da 2297 cc e testata in alluminio. Nel 1925 il motore fu potenziato come 2391 cc e l'auto fu ridesignata 16.40. Erano offerte due diverse carrozzerie, la Stewart saloon o la Lomond limousine. Nel 1920 a Coatbridge fu prodotta una macchina grossa, la 4072 cc Thirty a quattro cilindri, ma non ebbe successo e il modello fu velocemente abbandonato.
La produzione dei taxi Beardmore iniziò a Paisley nel 1919 con quello che sarebbe divenuto in retrospettiva il Mk1. Questo era stato progettato per sottostare alle direttive della Metropolitan Police per i taxi londinesi. Fu un modello molto resistente e affidabile e si guadagnò il soprannome di "Rolls-Royce dei taxi". Furono sviluppate versioni anche per il mercato privato, i modelli Country e Colonial, e una versione furgonata. Nel 1923 fu rimpiazzato dal Mk2, che aveva un nuovo chassis condiviso con una nuova gamma di furgoni e autobus. A causa di un cambiamento nelle direttive per i taxi, la Beardmore introdusse un nuovo modello, il Mk3 'Hyper'. Questo aveva un motore più piccolo da due litri a valvole laterali ed era più leggero ed economico.
In seguito alla rimozione di William Beardmore dal consiglio d'amministrazione della sua compagnia, nel 1929, la Beardmore Motors fu comprata dai suoi dirigenti e la produzione di taxi fu spostata dalla Scozia a Hendon, sobborgo nord di Londra. Lì nel 1932 fu introdotto il nuovo modello Mk4 Paramount, che era essenzialmente un Mk 3 con motore da due litri e cambio Commer. Nel 1935 fu introdotto il Mk5 Paramount Ace, con un nuovo chassis più lungo ma stesso motore. nel 1939 fu seguito dal Mk6 Ace, che aveva una rifinitura più dettagliata. Negli anni trenta i taxi Beardmore divennero noti come "greengrocer's barrow", ovvero i carretti dei fruttivendoli, perché "tutte le cose migliori erano esposte sul davanti".

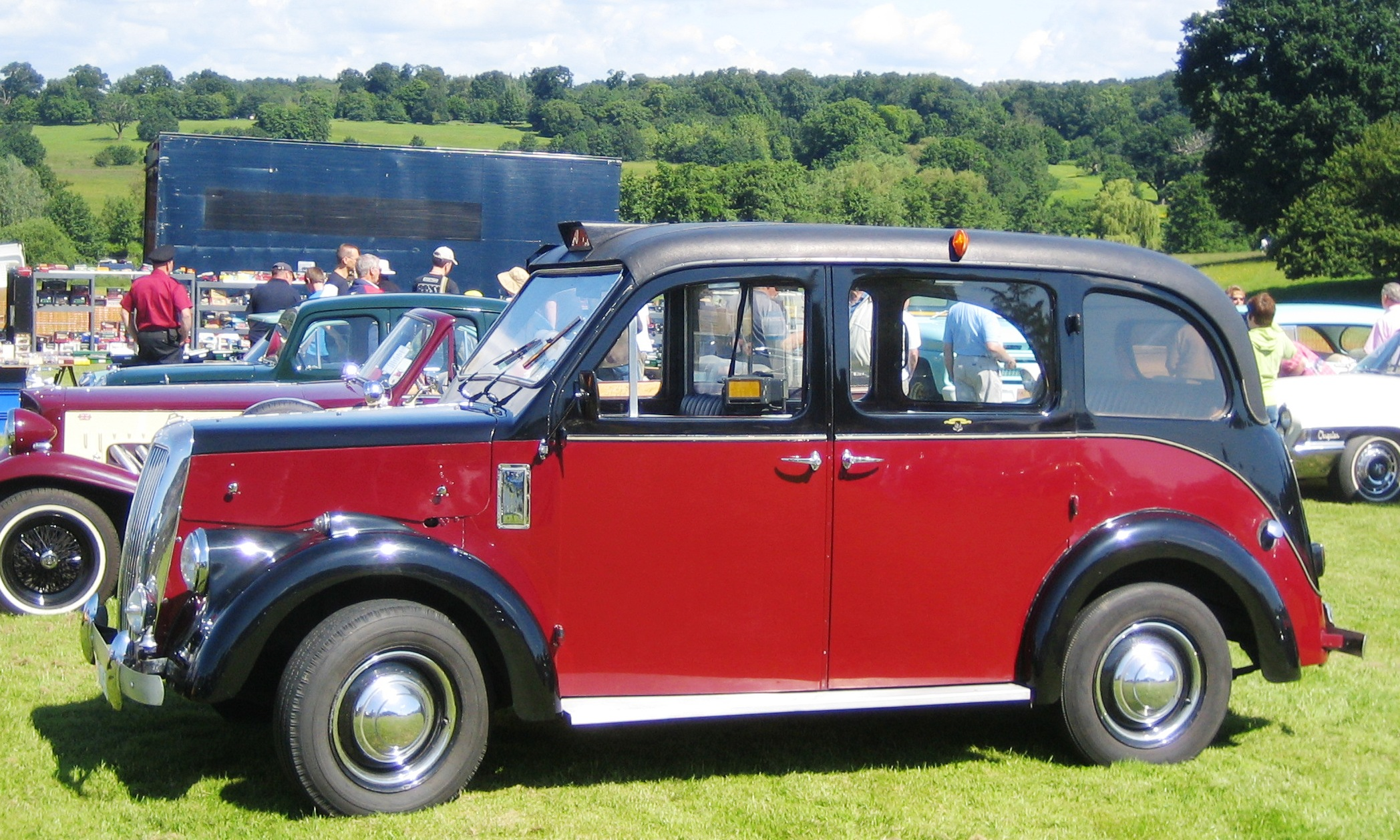
Taxi londinese modello Mk 7 Paramount, 1965 ca.

Dopo la seconda guerra mondiale la Beardmore Motors vendette e si occupò dei nuovi taxi Nuffield Oxford, fino a quando la neonata British Motor Corporation non lo eliminò in favore del loro Austin FX3. La Beardmore Motors tornò allora produrre propri modelli di taxi. Nel 1954 introdussero il modello Mk7 Paramount, che aveva il tradizionale stile con pannelli di alluminio montati su un telaio di frassino, costruito da Windover. Il motore era quello della Ford Consul Mk1 (poi della Mk2 e infine della Ford Zephyr 4) ma dal 1956 fu offerto anche un motore diesel Perkins 4.99. Nello stesso anno la produzione della carrozzeria fu spostata alla Weymann di Addlestone. La produzione dell'intero taxi fu presto portata lì. Nel 1966, quando la Metropolitan-Cammell comprò la Weymann, la produzione di taxi fu spostata alla fabbrica MCW di Washwood Heath, sobborgo di Birmingham, dove terminò alla fine dell'anno. La produzione finale dei Mk7 ammontò a soli 650 esemplari.

#### Motociclette
Articolo principale: Beardmore Precision Motorcycles

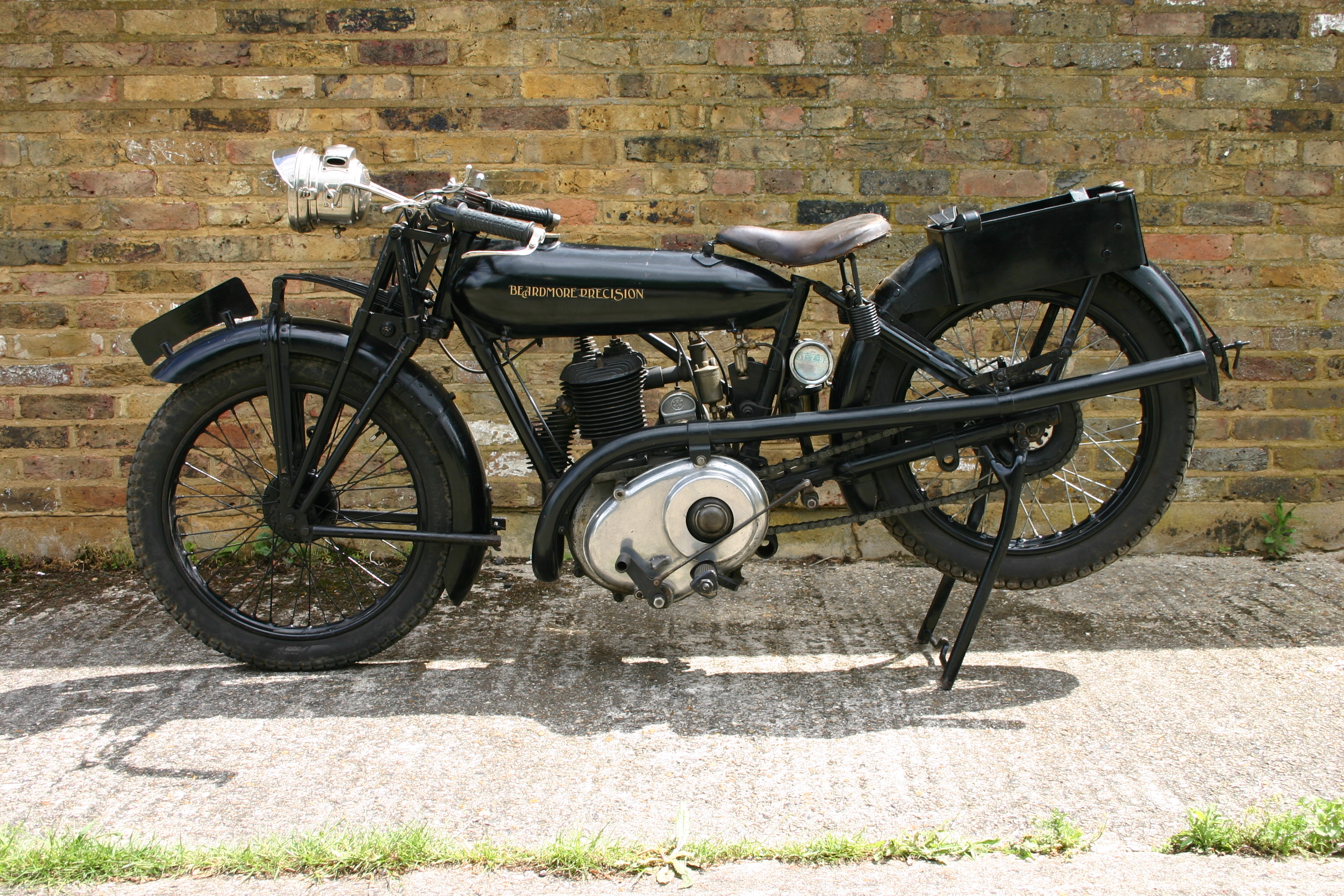
Beardmore Precison del 1925

Tra il 1921 e il 1924 Beardmore produsse le motociclette della gamma Precision, che era stata sviluppata da Frank Baker, vendendole come "Beardmore Precision". I motori variavano tra i 250 cc e i 600 cc. Fornirono motori anche a svariati costruttori di autocicli. Dopo che la Beardmore smise la produzione, Baker creò la sua personale azienda e riprese la produzione.

#### Motori diesel
Anche se motori a olii pesanti erano stati costruiti già dall'inizio del secolo per la produzione di energia elettrica, al momento della crisi erano allo sviluppo una serie di motori diesel per auto. La Banca d'Inghilterra chiese un consulto all'ingegnere Harry Ricardo per provare i motori e questo diede recensioni favorevoli. Il più grande cliente per i motori costruiti a Dalmuir fu nel 1934 la Glasgow Corporation che prese trenta motori a sei cilindri da 90 bhp per la Albion Venturer M81, ma l'affidabilità fu così bassa che cinque anni dopo tutti erano stati rimpiazzati da motori Leyland da 8.6 litri.

## Declino e fine
Nella recessione che seguì la prima guerra mondiale le varie aziende controllate da Beardmore divennero non più profittabili, portando la società sull'orlo della bancarotta. Inizialmente la Vickers Limited diede un aiuto finanziario comprando il 60 per cento delle quote Beardmore, prima di ritirarsi alla fine degli anni venti. Lo stesso William Beardmore fu rimosso dal controllo esecutivo della società dalla Banca d'Inghilterra . La maggior parte delle branche della società furono liquidate negli anni successivi, fino alla morte di Beardmore nel 1936, ma alcune rimasero attive.

### Il cantiere di Dalmuir
La crisi della cantieristica navale britannica dopo la prima guerra mondiale portò alla formazione di una società con lo scopo di prendere il controllo ed eliminare i cantieri in perdita per ridurre la capacità costruttiva e la competizione. Questa compagnia fu la National Shipbuilders Securities, sotto il controllo di Sir James Lithgow del gigante cantieristico Lithgows Limited, che comprò il cantiere Beardmore di Dalmuir nel 1930, lo chiuse e lo smantellò, anche se alcune lavorazioni navali rimasero nel sito dfino al 1936. Comunque il sito di Dalmuir fu ristabilito come Royal Ordenance Factory Dalmuir nel 1939 e poi venduto alla Babcock & Wilcox nel 1957, per dare supporto alla loro fabbrica principale di Renfrew durante il picco della costruzione di centrali elettriche degli anni sessanta. Nel 1969 cessarono le operazioni a Dalmuir, dato che tutta la produzione era tornata alla fabbrica di Renfrew. Negli anni settanta il sito fu convertito nel Clydebank Industrial Estate e in anni recenti è stato il sito della costruzione del Golden Jubilee Hospital e del Beardmore Hotel.

### La Parkhead Forge
Nel 1934 Sir James Lithgow comprò obbligazioni Beardmore con termini favorevoli dalla Banca d'Inghilterra, prendendo controllo delle acciaierie e ferriere di Beardmore, tra cui la Parkhead Forge, precedente cuore dell'impero industriale Beardmore. Fu proprio alla Parkhead Forge che Lithgow vide il giovane ingegnere Ian MacGregor che forzò uno sciopero guidando da solo una gru per due settimane. Lithgow accelerò la sua carriera e MacGregor divenne un'importante figura nel panorama industriale.
Dopo la nazionalizzazione della Parkhead Forge da parte della Iron and Steel Corporation of Great Britain tra il 1951 e il 1954, nel 1957 fu acquisita dalla Firth Brown Steels, con base a Sheffield, prima che la ferriera fosse definitivamente chiusa nel 1983, per la concentrazione della produzione della Firth Brown a Sheffield. Il terreno divenne in seguito il The Forge Shopping Centre, aperto nel 1988.

## Archivi
Gli archivi della William Beardmore and Company sono mantenuti presso gli archivi dell'Università di Glasgow (GUAS).

### Ulteriori letture
- Johnston, Ian; Buxton, Ian (2013). The Battleship Builders – Constructing and Arming British Capital Ships (Hardback). Annapolis, Maryland: Naval Institute Press. ISBN 978-1-59114-027-6.